# Tour du Danemark 2022
La 31e édition du Tour du Danemark a lieu du 16 au 20 août 2022 entre Lillerød et Vejle. La course fait partie du calendrier UCI ProSeries 2022 en catégorie 2.Pro. Christophe Laporte remporte cette édition.

## Équipes
Vingt-et-une équipes participent à ce Tour du Danemark - sept WorldTeams, sept équipes continentales professionnelles, six équipes continentales et une équipe nationale :
| WorldTeams (7)- EF Education-EasyPost - Ineos Grenadiers - Israel-Premier Tech - Jumbo-Visma - Quick-Step Alpha Vinyl - Team DSM - Trek-Segafredo ProTeams (7)- Alpecin-Deceuninck - Bardiani-CSF-Faizanè - Bingoal Pauwels Sauces WB - Human Powered Health - Team Novo Nordisk - Sport Vlaanderen-Baloise - Uno-X Pro Cycling Team Équipes continentales (6)- BHS-PL Beton Bornholm - HRE Mazowsze Serce Polski - Restaurant Suri-Carl Ras - Riwal - ColoQuick - Coop Équipe nationale- Danemark |
| |

## Étapes
| Étape     | Date    | Villes étapes     | type                        | Distance (km) | Dénivelé (m) | Vainqueur d'étape  | Leader du classement général |
| --------- | ------- | ----------------- | --------------------------- | ------------- | ------------ | ------------------ | ---------------------------- |
| 1re étape | 16 août | Lillerød – Køge   | étape de plaine             | 222,6         | 1 231 m      | Olav Kooij         | Olav Kooij                   |
| 2e étape  | 17 août | Assens – Assens   | contre-la-montre individuel | 12,2          | 81 m         | Magnus Sheffield   | Magnus Sheffield             |
| 3e étape  | 18 août | Otterup – Herning | étape de plaine             | 239,3         | 1 429 m      | Olav Kooij         | Magnus Sheffield             |
| 4e étape  | 19 août | Skive – Skive     | étape de plaine             | 167,3         | 1 111 m      | Jasper Philipsen   | Magnus Sheffield             |
| 5e étape  | 20 août | Give – Vejle      | étape vallonnée             | 125,9         | 1 684 m      | Christophe Laporte | Christophe Laporte           |

## Déroulement de la course

### 1reétape
| \| Classement de l'étape \| Classement de l'étape \| Classement de l'étape \| Classement de l'étape \| Classement de l'étape \| \| Coureur \| Coureur \| Pays \| Équipe \| Temps \| \| --------------------- \| --------------------- \| --------------------- \| ------------------------- \| --------------------- \| \| 1er \| Olav Kooij \| Pays-Bas \| Jumbo-Visma \| 4 h 59 min 20 s \| \| 2e \| Jasper Philipsen \| Belgique \| Alpecin-Deceuninck \| + 0 s \| \| 3e \| Timothy Dupont \| Belgique \| Bingoal Pauwels Sauces WB \| + 0 s \| \| 4e \| Magnus Cort Nielsen \| Danemark \| EF Education-EasyPost \| + 0 s \| \| 5e \| Arvid de Kleijn \| Pays-Bas \| Human Powered Health \| + 0 s \| \| 6e \| Jasper Stuyven \| Belgique \| Trek-Segafredo \| + 0 s \| \| 7e \| Andrea Peron \| Italie \| Team Novo Nordisk \| + 0 s \| \| 8e \| Ethan Vernon \| Royaume-Uni \| Quick-Step Alpha Vinyl \| + 0 s \| \| 9e \| Luca Colnaghi \| Italie \| Bardiani CSF Faizanè \| + 0 s \| \| 10e \| Jenno Berckmoes \| Belgique \| Sport Vlaanderen-Baloise \| + 0 s \| |                     |             |                           |                 |
| |                     |             |                           |                 |
| Source : ProCyclingStats |                     |             |                           |                 |
| Classement de l'étape |                     |             |                           |                 |
| Coureur | Coureur             | Pays        | Équipe                    | Temps           |
| 1er | Olav Kooij          | Pays-Bas    | Jumbo-Visma               | 4 h 59 min 20 s |
| 2e | Jasper Philipsen    | Belgique    | Alpecin-Deceuninck        | + 0 s           |
| 3e | Timothy Dupont      | Belgique    | Bingoal Pauwels Sauces WB | + 0 s           |
| 4e | Magnus Cort Nielsen | Danemark    | EF Education-EasyPost     | + 0 s           |
| 5e | Arvid de Kleijn     | Pays-Bas    | Human Powered Health      | + 0 s           |
| 6e | Jasper Stuyven      | Belgique    | Trek-Segafredo            | + 0 s           |
| 7e | Andrea Peron        | Italie      | Team Novo Nordisk         | + 0 s           |
| 8e | Ethan Vernon        | Royaume-Uni | Quick-Step Alpha Vinyl    | + 0 s           |
| 9e | Luca Colnaghi       | Italie      | Bardiani CSF Faizanè      | + 0 s           |
| 10e | Jenno Berckmoes     | Belgique    | Sport Vlaanderen-Baloise  | + 0 s           |

| \| Classement général \| Classement général \| Classement général \| Classement général \| Classement général \| \| Coureur \| Coureur \| Pays \| Équipe \| Temps \| \| ------------------ \| ------------------- \| ------------------ \| ------------------------- \| ------------------ \| \| 1er \| Olav Kooij \| Pays-Bas \| Jumbo-Visma \| 4 h 59 min 10 s \| \| 2e \| Jasper Philipsen \| Belgique \| Alpecin-Deceuninck \| + 4 s \| \| 3e \| Sebastian Nielsen \| Danemark \| Restaurant Suri-Carl Ras \| + 4 s \| \| 4e \| Timothy Dupont \| Belgique \| Bingoal Pauwels Sauces WB \| + 6 s \| \| 5e \| Eirik Lunder \| Norvège \| Team Coop \| + 6 s \| \| 6e \| Adrian Banaszek \| Pologne \| HRE Mazowsze Serce Polski \| + 7 s \| \| 7e \| Rasmus Bøgh Wallin \| Danemark \| Restaurant Suri-Carl Ras \| + 9 s \| \| 8e \| Magnus Cort Nielsen \| Danemark \| EF Education-EasyPost \| + 10 s \| \| 9e \| Arvid de Kleijn \| Pays-Bas \| Human Powered Health \| + 10 s \| \| 10e \| Jasper Stuyven \| Belgique \| Trek-Segafredo \| + 10 s \| |                     |          |                           |                 |
| |                     |          |                           |                 |
| Source : ProCyclingStats |                     |          |                           |                 |
| Classement général |                     |          |                           |                 |
| Coureur | Coureur             | Pays     | Équipe                    | Temps           |
| 1er | Olav Kooij          | Pays-Bas | Jumbo-Visma               | 4 h 59 min 10 s |
| 2e | Jasper Philipsen    | Belgique | Alpecin-Deceuninck        | + 4 s           |
| 3e | Sebastian Nielsen   | Danemark | Restaurant Suri-Carl Ras  | + 4 s           |
| 4e | Timothy Dupont      | Belgique | Bingoal Pauwels Sauces WB | + 6 s           |
| 5e | Eirik Lunder        | Norvège  | Team Coop                 | + 6 s           |
| 6e | Adrian Banaszek     | Pologne  | HRE Mazowsze Serce Polski | + 7 s           |
| 7e | Rasmus Bøgh Wallin  | Danemark | Restaurant Suri-Carl Ras  | + 9 s           |
| 8e | Magnus Cort Nielsen | Danemark | EF Education-EasyPost     | + 10 s          |
| 9e | Arvid de Kleijn     | Pays-Bas | Human Powered Health      | + 10 s          |
| 10e | Jasper Stuyven      | Belgique | Trek-Segafredo            | + 10 s          |

### 2eétape
| \| Classement de l'étape \| Classement de l'étape \| Classement de l'étape \| Classement de l'étape \| Classement de l'étape \| \| Coureur \| Coureur \| Pays \| Équipe \| Temps \| \| --------------------- \| --------------------- \| --------------------- \| ---------------------- \| --------------------- \| \| 1er \| Magnus Sheffield \| États-Unis \| Ineos Grenadiers \| 13 min 35 s \| \| 2e \| Mattias Skjelmose \| Danemark \| Trek-Segafredo \| + 3 s \| \| 3e \| Christophe Laporte \| France \| Jumbo-Visma \| + 6 s \| \| 4e \| Geraint Thomas \| Royaume-Uni \| Ineos Grenadiers \| + 15 s \| \| 5e \| Søren Kragh Andersen \| Danemark \| Team DSM \| + 15 s \| \| 6e \| Magnus Cort Nielsen \| Danemark \| EF Education-EasyPost \| + 20 s \| \| 7e \| Johan Price-Pejtersen \| Danemark \| Bahrain Victorious \| + 22 s \| \| 8e \| Josef Černý \| Tchéquie \| Quick-Step Alpha Vinyl \| + 24 s \| \| 9e \| Jasper Stuyven \| Belgique \| Trek-Segafredo \| + 24 s \| \| 10e \| Lasse Norman Leth \| Danemark \| Uno-X Pro Cycling Team \| + 25 s \| |                       |             |                        |             |
| |                       |             |                        |             |
| Source : ProCyclingStats |                       |             |                        |             |
| Classement de l'étape |                       |             |                        |             |
| Coureur | Coureur               | Pays        | Équipe                 | Temps       |
| 1er | Magnus Sheffield      | États-Unis  | Ineos Grenadiers       | 13 min 35 s |
| 2e | Mattias Skjelmose     | Danemark    | Trek-Segafredo         | + 3 s       |
| 3e | Christophe Laporte    | France      | Jumbo-Visma            | + 6 s       |
| 4e | Geraint Thomas        | Royaume-Uni | Ineos Grenadiers       | + 15 s      |
| 5e | Søren Kragh Andersen  | Danemark    | Team DSM               | + 15 s      |
| 6e | Magnus Cort Nielsen   | Danemark    | EF Education-EasyPost  | + 20 s      |
| 7e | Johan Price-Pejtersen | Danemark    | Bahrain Victorious     | + 22 s      |
| 8e | Josef Černý           | Tchéquie    | Quick-Step Alpha Vinyl | + 24 s      |
| 9e | Jasper Stuyven        | Belgique    | Trek-Segafredo         | + 24 s      |
| 10e | Lasse Norman Leth     | Danemark    | Uno-X Pro Cycling Team | + 25 s      |

| \| Classement général \| Classement général \| Classement général \| Classement général \| Classement général \| \| Coureur \| Coureur \| Pays \| Équipe \| Temps \| \| ------------------ \| -------------------- \| ------------------ \| ---------------------- \| ------------------ \| \| 1er \| Magnus Sheffield \| États-Unis \| Ineos Grenadiers \| 5 h 12 min 55 s \| \| 2e \| Mattias Skjelmose \| Danemark \| Trek-Segafredo \| + 3 s \| \| 3e \| Christophe Laporte \| France \| Jumbo-Visma \| + 6 s \| \| 4e \| Geraint Thomas \| Royaume-Uni \| Ineos Grenadiers \| + 15 s \| \| 5e \| Søren Kragh Andersen \| Danemark \| Team DSM \| + 15 s \| \| 6e \| Magnus Cort Nielsen \| Danemark \| EF Education-EasyPost \| + 20 s \| \| 7e \| Josef Černý \| Tchéquie \| Quick-Step Alpha Vinyl \| + 24 s \| \| 8e \| Jasper Stuyven \| Belgique \| Trek-Segafredo \| + 24 s \| \| 9e \| Lasse Norman Leth \| Danemark \| Uno-X Pro Cycling Team \| + 25 s \| \| 10e \| Casper Pedersen \| Danemark \| Team DSM \| + 29 s \| |                      |             |                        |                 |
| |                      |             |                        |                 |
| Source : ProCyclingStats |                      |             |                        |                 |
| Classement général |                      |             |                        |                 |
| Coureur | Coureur              | Pays        | Équipe                 | Temps           |
| 1er | Magnus Sheffield     | États-Unis  | Ineos Grenadiers       | 5 h 12 min 55 s |
| 2e | Mattias Skjelmose    | Danemark    | Trek-Segafredo         | + 3 s           |
| 3e | Christophe Laporte   | France      | Jumbo-Visma            | + 6 s           |
| 4e | Geraint Thomas       | Royaume-Uni | Ineos Grenadiers       | + 15 s          |
| 5e | Søren Kragh Andersen | Danemark    | Team DSM               | + 15 s          |
| 6e | Magnus Cort Nielsen  | Danemark    | EF Education-EasyPost  | + 20 s          |
| 7e | Josef Černý          | Tchéquie    | Quick-Step Alpha Vinyl | + 24 s          |
| 8e | Jasper Stuyven       | Belgique    | Trek-Segafredo         | + 24 s          |
| 9e | Lasse Norman Leth    | Danemark    | Uno-X Pro Cycling Team | + 25 s          |
| 10e | Casper Pedersen      | Danemark    | Team DSM               | + 29 s          |

### 3eétape
| \| Classement de l'étape \| Classement de l'étape \| Classement de l'étape \| Classement de l'étape \| Classement de l'étape \| \| Coureur \| Coureur \| Pays \| Équipe \| Temps \| \| --------------------- \| --------------------- \| --------------------- \| ------------------------- \| --------------------- \| \| 1er \| Olav Kooij \| Pays-Bas \| Jumbo-Visma \| 5 h 18 min 45 s \| \| 2e \| Christophe Laporte \| France \| Jumbo-Visma \| + 0 s \| \| 3e \| Magnus Cort Nielsen \| Danemark \| EF Education-EasyPost \| + 0 s \| \| 4e \| Jhonatan Narváez \| Équateur \| Ineos Grenadiers \| + 0 s \| \| 5e \| Jasper Stuyven \| Belgique \| Trek-Segafredo \| + 0 s \| \| 6e \| Jasper Philipsen \| Belgique \| Alpecin-Deceuninck \| + 0 s \| \| 7e \| Timothy Dupont \| Belgique \| Bingoal Pauwels Sauces WB \| + 0 s \| \| 8e \| Arvid de Kleijn \| Pays-Bas \| Human Powered Health \| + 0 s \| \| 9e \| Andreas Stokbro \| Danemark \| Team Coop \| + 0 s \| \| 10e \| Stanisław Aniołkowski \| Pologne \| Bingoal Pauwels Sauces WB \| + 0 s \| |                       |          |                           |                 |
| |                       |          |                           |                 |
| Source : ProCyclingStats |                       |          |                           |                 |
| Classement de l'étape |                       |          |                           |                 |
| Coureur | Coureur               | Pays     | Équipe                    | Temps           |
| 1er | Olav Kooij            | Pays-Bas | Jumbo-Visma               | 5 h 18 min 45 s |
| 2e | Christophe Laporte    | France   | Jumbo-Visma               | + 0 s           |
| 3e | Magnus Cort Nielsen   | Danemark | EF Education-EasyPost     | + 0 s           |
| 4e | Jhonatan Narváez      | Équateur | Ineos Grenadiers          | + 0 s           |
| 5e | Jasper Stuyven        | Belgique | Trek-Segafredo            | + 0 s           |
| 6e | Jasper Philipsen      | Belgique | Alpecin-Deceuninck        | + 0 s           |
| 7e | Timothy Dupont        | Belgique | Bingoal Pauwels Sauces WB | + 0 s           |
| 8e | Arvid de Kleijn       | Pays-Bas | Human Powered Health      | + 0 s           |
| 9e | Andreas Stokbro       | Danemark | Team Coop                 | + 0 s           |
| 10e | Stanisław Aniołkowski | Pologne  | Bingoal Pauwels Sauces WB | + 0 s           |

| \| Classement général \| Classement général \| Classement général \| Classement général \| Classement général \| \| Coureur \| Coureur \| Pays \| Équipe \| Temps \| \| ------------------ \| -------------------- \| ------------------ \| ---------------------- \| ------------------ \| \| 1er \| Magnus Sheffield \| États-Unis \| Ineos Grenadiers \| 10 h 31 min 40 s \| \| 2e \| Christophe Laporte \| France \| Jumbo-Visma \| + 0 s \| \| 3e \| Mattias Skjelmose \| Danemark \| Trek-Segafredo \| + 3 s \| \| 4e \| Geraint Thomas \| Royaume-Uni \| Ineos Grenadiers \| + 15 s \| \| 5e \| Søren Kragh Andersen \| Danemark \| Team DSM \| + 15 s \| \| 6e \| Magnus Cort Nielsen \| Danemark \| EF Education-EasyPost \| + 16 s \| \| 7e \| Josef Černý \| Tchéquie \| Quick-Step Alpha Vinyl \| + 24 s \| \| 8e \| Jasper Stuyven \| Belgique \| Trek-Segafredo \| + 24 s \| \| 9e \| Lasse Norman Leth \| Danemark \| Uno-X Pro Cycling Team \| + 25 s \| \| 10e \| Casper Pedersen \| Danemark \| Team DSM \| + 29 s \| |                      |             |                        |                  |
| |                      |             |                        |                  |
| Source : ProCyclingStats |                      |             |                        |                  |
| Classement général |                      |             |                        |                  |
| Coureur | Coureur              | Pays        | Équipe                 | Temps            |
| 1er | Magnus Sheffield     | États-Unis  | Ineos Grenadiers       | 10 h 31 min 40 s |
| 2e | Christophe Laporte   | France      | Jumbo-Visma            | + 0 s            |
| 3e | Mattias Skjelmose    | Danemark    | Trek-Segafredo         | + 3 s            |
| 4e | Geraint Thomas       | Royaume-Uni | Ineos Grenadiers       | + 15 s           |
| 5e | Søren Kragh Andersen | Danemark    | Team DSM               | + 15 s           |
| 6e | Magnus Cort Nielsen  | Danemark    | EF Education-EasyPost  | + 16 s           |
| 7e | Josef Černý          | Tchéquie    | Quick-Step Alpha Vinyl | + 24 s           |
| 8e | Jasper Stuyven       | Belgique    | Trek-Segafredo         | + 24 s           |
| 9e | Lasse Norman Leth    | Danemark    | Uno-X Pro Cycling Team | + 25 s           |
| 10e | Casper Pedersen      | Danemark    | Team DSM               | + 29 s           |

### 4eétape
| \| Classement de l'étape \| Classement de l'étape \| Classement de l'étape \| Classement de l'étape \| Classement de l'étape \| \| Coureur \| Coureur \| Pays \| Équipe \| Temps \| \| --------------------- \| --------------------- \| --------------------- \| ------------------------- \| --------------------- \| \| 1er \| Jasper Philipsen \| Belgique \| Alpecin-Deceuninck \| 3 h 35 min 54 s \| \| 2e \| Sasha Weemaes \| Belgique \| Sport Vlaanderen-Baloise \| + 0 s \| \| 3e \| Ethan Vernon \| Royaume-Uni \| Quick-Step Alpha Vinyl \| + 0 s \| \| 4e \| Jasper Stuyven \| Belgique \| Trek-Segafredo \| + 0 s \| \| 5e \| Nicklas Amdi Pedersen \| Danemark \| Danemark \| + 0 s \| \| 6e \| Taj Jones \| Australie \| Israel-Premier Tech \| + 0 s \| \| 7e \| Erlend Blikra \| Norvège \| Uno-X Pro Cycling Team \| + 0 s \| \| 8e \| Vito Braet \| Belgique \| Sport Vlaanderen-Baloise \| + 0 s \| \| 9e \| Stanisław Aniołkowski \| Pologne \| Bingoal Pauwels Sauces WB \| + 0 s \| \| 10e \| Christophe Laporte \| France \| Jumbo-Visma \| + 0 s \| |                       |             |                           |                 |
| |                       |             |                           |                 |
| Source : ProCyclingStats |                       |             |                           |                 |
| Classement de l'étape |                       |             |                           |                 |
| Coureur | Coureur               | Pays        | Équipe                    | Temps           |
| 1er | Jasper Philipsen      | Belgique    | Alpecin-Deceuninck        | 3 h 35 min 54 s |
| 2e | Sasha Weemaes         | Belgique    | Sport Vlaanderen-Baloise  | + 0 s           |
| 3e | Ethan Vernon          | Royaume-Uni | Quick-Step Alpha Vinyl    | + 0 s           |
| 4e | Jasper Stuyven        | Belgique    | Trek-Segafredo            | + 0 s           |
| 5e | Nicklas Amdi Pedersen | Danemark    | Danemark                  | + 0 s           |
| 6e | Taj Jones             | Australie   | Israel-Premier Tech       | + 0 s           |
| 7e | Erlend Blikra         | Norvège     | Uno-X Pro Cycling Team    | + 0 s           |
| 8e | Vito Braet            | Belgique    | Sport Vlaanderen-Baloise  | + 0 s           |
| 9e | Stanisław Aniołkowski | Pologne     | Bingoal Pauwels Sauces WB | + 0 s           |
| 10e | Christophe Laporte    | France      | Jumbo-Visma               | + 0 s           |

| \| Classement général \| Classement général \| Classement général \| Classement général \| Classement général \| \| Coureur \| Coureur \| Pays \| Équipe \| Temps \| \| ------------------ \| -------------------- \| ------------------ \| ---------------------- \| ------------------ \| \| 1er \| Magnus Sheffield \| États-Unis \| Ineos Grenadiers \| 14 h 07 min 34 s \| \| 2e \| Christophe Laporte \| France \| Jumbo-Visma \| + 0 s \| \| 3e \| Mattias Skjelmose \| Danemark \| Trek-Segafredo \| + 3 s \| \| 4e \| Geraint Thomas \| Royaume-Uni \| Ineos Grenadiers \| + 15 s \| \| 5e \| Søren Kragh Andersen \| Danemark \| Team DSM \| + 15 s \| \| 6e \| Magnus Cort Nielsen \| Danemark \| EF Education-EasyPost \| + 16 s \| \| 7e \| Jasper Philipsen \| Belgique \| Alpecin-Deceuninck \| + 21 s \| \| 8e \| Josef Černý \| Tchéquie \| Quick-Step Alpha Vinyl \| + 24 s \| \| 9e \| Jasper Stuyven \| Belgique \| Trek-Segafredo \| + 24 s \| \| 10e \| Lasse Norman Leth \| Danemark \| Uno-X Pro Cycling Team \| + 25 s \| |                      |             |                        |                  |
| |                      |             |                        |                  |
| Source : ProCyclingStats |                      |             |                        |                  |
| Classement général |                      |             |                        |                  |
| Coureur | Coureur              | Pays        | Équipe                 | Temps            |
| 1er | Magnus Sheffield     | États-Unis  | Ineos Grenadiers       | 14 h 07 min 34 s |
| 2e | Christophe Laporte   | France      | Jumbo-Visma            | + 0 s            |
| 3e | Mattias Skjelmose    | Danemark    | Trek-Segafredo         | + 3 s            |
| 4e | Geraint Thomas       | Royaume-Uni | Ineos Grenadiers       | + 15 s           |
| 5e | Søren Kragh Andersen | Danemark    | Team DSM               | + 15 s           |
| 6e | Magnus Cort Nielsen  | Danemark    | EF Education-EasyPost  | + 16 s           |
| 7e | Jasper Philipsen     | Belgique    | Alpecin-Deceuninck     | + 21 s           |
| 8e | Josef Černý          | Tchéquie    | Quick-Step Alpha Vinyl | + 24 s           |
| 9e | Jasper Stuyven       | Belgique    | Trek-Segafredo         | + 24 s           |
| 10e | Lasse Norman Leth    | Danemark    | Uno-X Pro Cycling Team | + 25 s           |

### 5eétape
| \| Classement de l'étape \| Classement de l'étape \| Classement de l'étape \| Classement de l'étape \| Classement de l'étape \| \| Coureur \| Coureur \| Pays \| Équipe \| Temps \| \| --------------------- \| --------------------- \| --------------------- \| ---------------------- \| --------------------- \| \| 1er \| Christophe Laporte \| France \| Jumbo-Visma \| 2 h 53 min 56 s \| \| 2e \| Magnus Sheffield \| États-Unis \| Ineos Grenadiers \| + 0 s \| \| 3e \| Mattias Skjelmose \| Danemark \| Trek-Segafredo \| + 0 s \| \| 4e \| Jhonatan Narváez \| Équateur \| Ineos Grenadiers \| + 0 s \| \| 5e \| Mauro Schmid \| Suisse \| Quick-Step Alpha Vinyl \| + 0 s \| \| 6e \| Søren Kragh Andersen \| Danemark \| Team DSM \| + 0 s \| \| 7e \| Mick van Dijke \| Pays-Bas \| Jumbo-Visma \| + 4 s \| \| 8e \| Magnus Cort Nielsen \| Danemark \| EF Education-EasyPost \| + 4 s \| \| 9e \| Anthon Charmig \| Danemark \| Uno-X Pro Cycling Team \| + 4 s \| \| 10e \| Alexander Kamp \| Danemark \| Trek-Segafredo \| + 4 s \| |                      |            |                        |                 |
| |                      |            |                        |                 |
| Source : ProCyclingStats |                      |            |                        |                 |
| Classement de l'étape |                      |            |                        |                 |
| Coureur | Coureur              | Pays       | Équipe                 | Temps           |
| 1er | Christophe Laporte   | France     | Jumbo-Visma            | 2 h 53 min 56 s |
| 2e | Magnus Sheffield     | États-Unis | Ineos Grenadiers       | + 0 s           |
| 3e | Mattias Skjelmose    | Danemark   | Trek-Segafredo         | + 0 s           |
| 4e | Jhonatan Narváez     | Équateur   | Ineos Grenadiers       | + 0 s           |
| 5e | Mauro Schmid         | Suisse     | Quick-Step Alpha Vinyl | + 0 s           |
| 6e | Søren Kragh Andersen | Danemark   | Team DSM               | + 0 s           |
| 7e | Mick van Dijke       | Pays-Bas   | Jumbo-Visma            | + 4 s           |
| 8e | Magnus Cort Nielsen  | Danemark   | EF Education-EasyPost  | + 4 s           |
| 9e | Anthon Charmig       | Danemark   | Uno-X Pro Cycling Team | + 4 s           |
| 10e | Alexander Kamp       | Danemark   | Trek-Segafredo         | + 4 s           |

## Classements finals

### Classement général
| \| Classement général \| Classement général \| Classement général \| Classement général \| Classement général \| \| Coureur \| Coureur \| Pays \| Équipe \| Temps \| \| ------------------ \| -------------------- \| ------------------ \| ---------------------- \| ------------------ \| \| 1er \| Christophe Laporte \| France \| Jumbo-Visma \| 17 h 01 min 20 s \| \| 2e \| Magnus Sheffield \| États-Unis \| Ineos Grenadiers \| + 4 s \| \| 3e \| Mattias Skjelmose \| Danemark \| Trek-Segafredo \| + 9 s \| \| 4e \| Søren Kragh Andersen \| Danemark \| Team DSM \| + 25 s \| \| 5e \| Magnus Cort Nielsen \| Danemark \| EF Education-EasyPost \| + 30 s \| \| 6e \| Mauro Schmid \| Suisse \| Quick-Step Alpha Vinyl \| + 42 s \| \| 7e \| Mick van Dijke \| Pays-Bas \| Jumbo-Visma \| + 44 s \| \| 8e \| Stefano Oldani \| Italie \| Alpecin-Deceuninck \| + 48 s \| \| 9e \| Jasper Stuyven \| Belgique \| Trek-Segafredo \| + 52 s \| \| 10e \| Anthon Charmig \| Danemark \| Uno-X Pro Cycling Team \| + 56 s \| |                      |            |                        |                  |
| |                      |            |                        |                  |
| Source : ProCyclingStats |                      |            |                        |                  |
| Classement général |                      |            |                        |                  |
| Coureur | Coureur              | Pays       | Équipe                 | Temps            |
| 1er | Christophe Laporte   | France     | Jumbo-Visma            | 17 h 01 min 20 s |
| 2e | Magnus Sheffield     | États-Unis | Ineos Grenadiers       | + 4 s            |
| 3e | Mattias Skjelmose    | Danemark   | Trek-Segafredo         | + 9 s            |
| 4e | Søren Kragh Andersen | Danemark   | Team DSM               | + 25 s           |
| 5e | Magnus Cort Nielsen  | Danemark   | EF Education-EasyPost  | + 30 s           |
| 6e | Mauro Schmid         | Suisse     | Quick-Step Alpha Vinyl | + 42 s           |
| 7e | Mick van Dijke       | Pays-Bas   | Jumbo-Visma            | + 44 s           |
| 8e | Stefano Oldani       | Italie     | Alpecin-Deceuninck     | + 48 s           |
| 9e | Jasper Stuyven       | Belgique   | Trek-Segafredo         | + 52 s           |
| 10e | Anthon Charmig       | Danemark   | Uno-X Pro Cycling Team | + 56 s           |

| Classement par points | Classement par points | Classement par points | Classement par points  | Classement par points |
| Coureur               | Coureur               | Pays                  | Équipe                 | Points                |
| --------------------- | --------------------- | --------------------- | ---------------------- | --------------------- |
| 1er                   | Christophe Laporte    | France                | Jumbo-Visma            | 40 pts                |
| 2e                    | Olav Kooij            | Pays-Bas              | Jumbo-Visma            | 36 pts                |
| 3e                    | Jasper Philipsen      | Belgique              | Alpecin-Deceuninck     | 34 pts                |
| 4e                    | Magnus Cort Nielsen   | Danemark              | EF Education-EasyPost  | 31 pts                |
| 5e                    | Magnus Sheffield      | États-Unis            | Ineos Grenadiers       | 30 pts                |
| 6e                    | Jasper Stuyven        | Belgique              | Trek-Segafredo         | 28 pts                |
| 7e                    | Mattias Skjelmose     | Danemark              | Trek-Segafredo         | 22 pts                |
| 8e                    | Jhonatan Narváez      | Équateur              | Ineos Grenadiers       | 20 pts                |
| 9e                    | Søren Kragh Andersen  | Danemark              | Team DSM               | 16 pts                |
| 10e                   | Ethan Vernon          | Royaume-Uni           | Quick-Step Alpha Vinyl | 15 pts                |

| Classement par points | Classement par points | Classement par points | Classement par points  | Classement par points |
| Coureur               | Coureur               | Pays                  | Équipe                 | Points                |
| --------------------- | --------------------- | --------------------- | ---------------------- | --------------------- |
| 1er                   | Christophe Laporte    | France                | Jumbo-Visma            | 40 pts                |
| 2e                    | Olav Kooij            | Pays-Bas              | Jumbo-Visma            | 36 pts                |
| 3e                    | Jasper Philipsen      | Belgique              | Alpecin-Deceuninck     | 34 pts                |
| 4e                    | Magnus Cort Nielsen   | Danemark              | EF Education-EasyPost  | 31 pts                |
| 5e                    | Magnus Sheffield      | États-Unis            | Ineos Grenadiers       | 30 pts                |
| 6e                    | Jasper Stuyven        | Belgique              | Trek-Segafredo         | 28 pts                |
| 7e                    | Mattias Skjelmose     | Danemark              | Trek-Segafredo         | 22 pts                |
| 8e                    | Jhonatan Narváez      | Équateur              | Ineos Grenadiers       | 20 pts                |
| 9e                    | Søren Kragh Andersen  | Danemark              | Team DSM               | 16 pts                |
| 10e                   | Ethan Vernon          | Royaume-Uni           | Quick-Step Alpha Vinyl | 15 pts                |

| Classement de la montagne | Classement de la montagne | Classement de la montagne | Classement de la montagne | Classement de la montagne |
| Coureur                   | Coureur                   | Pays                      | Équipe                    | Points                    |
| ------------------------- | ------------------------- | ------------------------- | ------------------------- | ------------------------- |
| 1er                       | Rasmus Bøgh Wallin        | Danemark                  | Restaurant Suri-Carl Ras  | 64 pts                    |
| 2e                        | Anders Foldager           | Danemark                  | Danemark                  | 36 pts                    |
| 3e                        | Nickolas Zukowsky         | Canada                    | Human Powered Health      | 24 pts                    |
| 4e                        | Mathias Bregnhøj          | Danemark                  | Riwal Cycling Team        | 16 pts                    |
| 5e                        | Magnus Henneberg          | Royaume du Danemark       | Danemark                  | 16 pts                    |
| 6e                        | Frederik Irgens           | Danemark                  | BHS-PL Beton Bornholm     | 12 pts                    |
| 7e                        | Gilles De Wilde           | Belgique                  | Sport Vlaanderen-Baloise  | 12 pts                    |
| 8e                        | Nicklas Amdi Pedersen     | Danemark                  | Danemark                  | 12 pts                    |
| 9e                        | Jeppe Aaskov Pallesen     | Danemark                  | ColoQuick                 | 8 pts                     |
| 10e                       | Tim Declercq              | Belgique                  | Quick-Step Alpha Vinyl    | 8 pts                     |

| Classement de la montagne | Classement de la montagne | Classement de la montagne | Classement de la montagne | Classement de la montagne |
| Coureur                   | Coureur                   | Pays                      | Équipe                    | Points                    |
| ------------------------- | ------------------------- | ------------------------- | ------------------------- | ------------------------- |
| 1er                       | Rasmus Bøgh Wallin        | Danemark                  | Restaurant Suri-Carl Ras  | 64 pts                    |
| 2e                        | Anders Foldager           | Danemark                  | Danemark                  | 36 pts                    |
| 3e                        | Nickolas Zukowsky         | Canada                    | Human Powered Health      | 24 pts                    |
| 4e                        | Mathias Bregnhøj          | Danemark                  | Riwal Cycling Team        | 16 pts                    |
| 5e                        | Magnus Henneberg          | Royaume du Danemark       | Danemark                  | 16 pts                    |
| 6e                        | Frederik Irgens           | Danemark                  | BHS-PL Beton Bornholm     | 12 pts                    |
| 7e                        | Gilles De Wilde           | Belgique                  | Sport Vlaanderen-Baloise  | 12 pts                    |
| 8e                        | Nicklas Amdi Pedersen     | Danemark                  | Danemark                  | 12 pts                    |
| 9e                        | Jeppe Aaskov Pallesen     | Danemark                  | ColoQuick                 | 8 pts                     |
| 10e                       | Tim Declercq              | Belgique                  | Quick-Step Alpha Vinyl    | 8 pts                     |

| Classement du meilleur jeune | Classement du meilleur jeune | Classement du meilleur jeune | Classement du meilleur jeune | Classement du meilleur jeune |
| Coureur                      | Coureur                      | Pays                         | Équipe                       | Temps                        |
| ---------------------------- | ---------------------------- | ---------------------------- | ---------------------------- | ---------------------------- |
| 1er                          | Magnus Sheffield             | États-Unis                   | Ineos Grenadiers             | 17 h 01 min 24 s             |
| 2e                           | Mattias Skjelmose            | Danemark                     | Trek-Segafredo               | + 5 s                        |
| 3e                           | Mick van Dijke               | Pays-Bas                     | Jumbo-Visma                  | + 40 s                       |
| 4e                           | Jenno Berckmoes              | Belgique                     | Sport Vlaanderen-Baloise     | + 1 min 14 s                 |
| 5e                           | Frederik Wandahl             | Danemark                     | Danemark                     | + 1 min 30 s                 |
| 6e                           | Tobias Lund Andresen         | Danemark                     | Team DSM                     | + 1 min 43 s                 |
| 7e                           | Vito Braet                   | Belgique                     | Sport Vlaanderen-Baloise     | + 1 min 43 s                 |
| 8e                           | Corbin Strong                | Nouvelle-Zélande             | Israel-Premier Tech          | + 2 min 13 s                 |
| 9e                           | Olav Kooij                   | Pays-Bas                     | Jumbo-Visma                  | + 7 min 56 s                 |
| 10e                          | Joshua Gudnitz               | Danemark                     | ColoQuick                    | + 10 min 43 s                |

| Classement du meilleur jeune | Classement du meilleur jeune | Classement du meilleur jeune | Classement du meilleur jeune | Classement du meilleur jeune |
| Coureur                      | Coureur                      | Pays                         | Équipe                       | Temps                        |
| ---------------------------- | ---------------------------- | ---------------------------- | ---------------------------- | ---------------------------- |
| 1er                          | Magnus Sheffield             | États-Unis                   | Ineos Grenadiers             | 17 h 01 min 24 s             |
| 2e                           | Mattias Skjelmose            | Danemark                     | Trek-Segafredo               | + 5 s                        |
| 3e                           | Mick van Dijke               | Pays-Bas                     | Jumbo-Visma                  | + 40 s                       |
| 4e                           | Jenno Berckmoes              | Belgique                     | Sport Vlaanderen-Baloise     | + 1 min 14 s                 |
| 5e                           | Frederik Wandahl             | Danemark                     | Danemark                     | + 1 min 30 s                 |
| 6e                           | Tobias Lund Andresen         | Danemark                     | Team DSM                     | + 1 min 43 s                 |
| 7e                           | Vito Braet                   | Belgique                     | Sport Vlaanderen-Baloise     | + 1 min 43 s                 |
| 8e                           | Corbin Strong                | Nouvelle-Zélande             | Israel-Premier Tech          | + 2 min 13 s                 |
| 9e                           | Olav Kooij                   | Pays-Bas                     | Jumbo-Visma                  | + 7 min 56 s                 |
| 10e                          | Joshua Gudnitz               | Danemark                     | ColoQuick                    | + 10 min 43 s                |

| Classement par équipes | Classement par équipes   | Classement par équipes | Classement par équipes |
| Équipe                 | Équipe                   | Pays                   | Temps                  |
| ---------------------- | ------------------------ | ---------------------- | ---------------------- |
| 1re                    | Trek-Segafredo           | États-Unis             | 51 h 06 min 10 s       |
| 2e                     | Jumbo-Visma              | Pays-Bas               | + 16 s                 |
| 3e                     | Ineos Grenadiers         | Royaume-Uni            | + 33 s                 |
| 4e                     | Quick-Step Alpha Vinyl   | Belgique               | + 34 s                 |
| 5e                     | Alpecin-Deceuninck       | Belgique               | + 2 min 14 s           |
| 6e                     | Sport Vlaanderen-Baloise | Belgique               | + 2 min 54 s           |
| 7e                     | Riwal                    | Danemark               | + 4 min 37 s           |
| 8e                     | Uno-X Pro Cycling Team   | Norvège                | + 4 min 41 s           |
| 9e                     | EF Education-EasyPost    | États-Unis             | + 5 min 12 s           |
| 10e                    | BHS-PL Beton Bornholm    | Danemark               | + 6 min 43 s           |

| Classement par équipes | Classement par équipes   | Classement par équipes | Classement par équipes |
| Équipe                 | Équipe                   | Pays                   | Temps                  |
| ---------------------- | ------------------------ | ---------------------- | ---------------------- |
| 1re                    | Trek-Segafredo           | États-Unis             | 51 h 06 min 10 s       |
| 2e                     | Jumbo-Visma              | Pays-Bas               | + 16 s                 |
| 3e                     | Ineos Grenadiers         | Royaume-Uni            | + 33 s                 |
| 4e                     | Quick-Step Alpha Vinyl   | Belgique               | + 34 s                 |
| 5e                     | Alpecin-Deceuninck       | Belgique               | + 2 min 14 s           |
| 6e                     | Sport Vlaanderen-Baloise | Belgique               | + 2 min 54 s           |
| 7e                     | Riwal                    | Danemark               | + 4 min 37 s           |
| 8e                     | Uno-X Pro Cycling Team   | Norvège                | + 4 min 41 s           |
| 9e                     | EF Education-EasyPost    | États-Unis             | + 5 min 12 s           |
| 10e                    | BHS-PL Beton Bornholm    | Danemark               | + 6 min 43 s           |

## Évolution des classements
| Étape            | Vainqueur          | Classement général | Classement par points | Classement de la montagne | Classement du meilleur jeune | Classement de la combativité | Classement par équipes |
| ---------------- | ------------------ | ------------------ | --------------------- | ------------------------- | ---------------------------- | ---------------------------- | ---------------------- |
| 1                | Olav Kooij         | Olav Kooij         | Olav Kooij            | Rasmus Bøgh Wallin        | Olav Kooij                   | Nicklas Amdi Pedersen        | Jumbo-Visma            |
| 2                | Magnus Sheffield   | Magnus Sheffield   | Magnus Sheffield      | Rasmus Bøgh Wallin        | Magnus Sheffield             | non-attribué                 | Jumbo-Visma            |
| 3                | Olav Kooij         | Magnus Sheffield   | Olav Kooij            | Rasmus Bøgh Wallin        | Magnus Sheffield             | Oliver Knudsen               | Jumbo-Visma            |
| 4                | Jasper Philipsen   | Magnus Sheffield   | Jasper Philipsen      | Rasmus Bøgh Wallin        | Magnus Sheffield             | Rasmus Bøgh Wallin           | Jumbo-Visma            |
| 5                | Christophe Laporte | Christophe Laporte | Christophe Laporte    | Rasmus Bøgh Wallin        | Magnus Sheffield             | Mathias Bregnhøj             | Jumbo-Visma            |
| Classement final | Classement final   | Christophe Laporte | Christophe Laporte    | Rasmus Bøgh Wallin        | Magnus Sheffield             | Rasmus Bøgh Wallin           | Jumbo-Visma            |

## Liste des participants
| Quick-Step Alpha Vinyl QST     | Quick-Step Alpha Vinyl QST | Quick-Step Alpha Vinyl QST |
| ------------------------------ | -------------------------- | -------------------------- |
| Num                            | Coureur                    | Pos                        |
| 1                              | Tim Declercq (BEL)         | 30e                        |
| 2                              | Josef Černý (CZE)          | 39e                        |
| 3                              | James Knox (GBR)           | 21e                        |
| 4                              | Michael Mørkøv (DEN)       | 36e                        |
| 5                              | Mauro Schmid (SUI)         | 6e                         |
| 6                              | Zdeněk Štybar (CZE)        | 14e                        |
| 7                              | Ethan Vernon (GBR)         | 95e                        |
| Directeur sportif : Brian Holm |                            |                            |

| Trek-Segafredo TFS               | Trek-Segafredo TFS           | Trek-Segafredo TFS |
| -------------------------------- | ---------------------------- | ------------------ |
| Num                              | Coureur                      | Pos                |
| 11                               | Markus Hoelgaard (NOR)       | AB-5               |
| 12                               | Alexander Kamp (DEN) (route) | 54e                |
| 13                               | Jacopo Mosca (ITA)           | 65e                |
| 14                               | Quinn Simmons (USA)          | AB-5               |
| 15                               | Mattias Skjelmose (DEN)      | 3e                 |
| 16                               | Jasper Stuyven (BEL)         | 9e                 |
| 17                               | Otto Vergaerde (BEL)         | 57e                |
| Directeur sportif : Kim Andersen |                              |                    |

| Jumbo-Visma TJV                   | Jumbo-Visma TJV                | Jumbo-Visma TJV |
| --------------------------------- | ------------------------------ | --------------- |
| Num                               | Coureur                        | Pos             |
| 21                                | Mick van Dijke (NED)           | 7e              |
| 22                                | Gijs Leemreize (NED)           | 84e             |
| 23                                | Pascal Eenkhoorn (NED) (route) | 38e             |
| 24                                | Olav Kooij (NED)               | 43e             |
| 25                                | Christophe Laporte (FRA)       | 1er             |
| 26                                | Lennard Hofstede (NED)         | AB-5            |
| 27                                | Tosh Van der Sande (BEL)       | 33e             |
| Directeur sportif : Frans Maassen |                                |                 |

| EF Education-EasyPost EFE          | EF Education-EasyPost EFE | EF Education-EasyPost EFE |
| ---------------------------------- | ------------------------- | ------------------------- |
| Num                                | Coureur                   | Pos                       |
| 31                                 | Daniel Arroyave (COL)     | AB-3                      |
| 32                                 | Magnus Cort Nielsen (DEN) | 5e                        |
| 33                                 | Jens Keukeleire (BEL)     | 41e                       |
| 34                                 | Sebastian Langeveld (NED) | 99e                       |
| 35                                 | Jonas Rutsch (GER)        | 17e                       |
| 36                                 | Thomas Scully (NZL)       | 103e                      |
| 37                                 | Łukasz Wiśniowski (POL)   | AB-1                      |
| Directeur sportif : Matti Breschel |                           |                           |

| Ineos Grenadiers IGD                | Ineos Grenadiers IGD     | Ineos Grenadiers IGD |
| ----------------------------------- | ------------------------ | -------------------- |
| Num                                 | Coureur                  | Pos                  |
| 41                                  | Egan Bernal (COL)        | AB-5                 |
| 42                                  | Omar Fraile (ESP)        | 69e                  |
| 43                                  | Michał Kwiatkowski (POL) | AB-5                 |
| 44                                  | Jhonatan Narváez (ECU)   | 13e                  |
| 45                                  | Magnus Sheffield (USA)   | 2e                   |
| 46                                  | Ben Swift (GBR)          | AB-5                 |
| 47                                  | Geraint Thomas (GBR)     | 34e                  |
| Directeur sportif : Brett Lancaster |                          |                      |

| Israel-Premier Tech IPT            | Israel-Premier Tech IPT  | Israel-Premier Tech IPT |
| ---------------------------------- | ------------------------ | ----------------------- |
| Num                                | Coureur                  | Pos                     |
| 51                                 | Guillaume Boivin (CAN)   | 63e                     |
| 52                                 | Matthias Brändle (AUT)   | AB-5                    |
| 53                                 | Alex Dowsett (GBR)       | AB-5                    |
| 54                                 | Taj Jones (AUS)          | 104e                    |
| 55                                 | Nadav Raisberg (ISR)     | 74e                     |
| 56                                 | Mads Würtz Schmidt (DEN) | 15e                     |
| 57                                 | Corbin Strong (NZL)      | 28e                     |
| Directeur sportif : Nicki Sørensen |                          |                         |

| Team DSM DSM                    | Team DSM DSM                 | Team DSM DSM |
| ------------------------------- | ---------------------------- | ------------ |
| Num                             | Coureur                      | Pos          |
| 61                              | Søren Kragh Andersen (DEN)   | 4e           |
| 62                              | Asbjørn Kragh Andersen (DEN) | AB-5         |
| 63                              | Frederik Rodenberg (DEN)     | 85e          |
| 64                              | Casper Pedersen (DEN)        | 46e          |
| 65                              | Leon Heinschke (GER)         | AB-5         |
| 66                              | Tobias Lund Andresen (DEN)   | 23e          |
| 67                              | Moritz Kärsten (GER)         | 94e          |
| Directeur sportif : Roy Curvers |                              |              |

| Alpecin-Deceuninck AFC              | Alpecin-Deceuninck AFC | Alpecin-Deceuninck AFC |
| ----------------------------------- | ---------------------- | ---------------------- |
| Num                                 | Coureur                | Pos                    |
| 71                                  | Jasper Philipsen (BEL) | 22e                    |
| 72                                  | Stefano Oldani (ITA)   | 8e                     |
| 73                                  | Silvan Dillier (SUI)   | 32e                    |
| 74                                  | Julien Vermote (BEL)   | 52e                    |
| 75                                  | Timo Kielich (BEL)     | AB-5                   |
| 76                                  | Nicola Conci (ITA)     | AB-5                   |
| 77                                  | Floris De Tier (BEL)   | AB-3                   |
| Directeur sportif : Gianni Meersman |                        |                        |

| Human Powered Health HPM                     | Human Powered Health HPM      | Human Powered Health HPM |
| -------------------------------------------- | ----------------------------- | ------------------------ |
| Num                                          | Coureur                       | Pos                      |
| 81                                           | Pier-André Côté (CAN) (route) | 47e                      |
| 82                                           | Arvid de Kleijn (NED)         | 49e                      |
| 83                                           | Chad Haga (USA)               | 86e                      |
| 84                                           | Colin Joyce (USA)             | NP-4                     |
| 85                                           | Nickolas Zukowsky (CAN)       | 16e                      |
| 86                                           | Adam de Vos (CAN)             | 105e                     |
| 87                                           | Tyler Stites (USA)            | NP-1                     |
| Directeur sportif : Jonathan Patrick McCarty |                               |                          |

| Uno-X Pro Cycling Team UXT             | Uno-X Pro Cycling Team UXT  | Uno-X Pro Cycling Team UXT |
| -------------------------------------- | --------------------------- | -------------------------- |
| Num                                    | Coureur                     | Pos                        |
| 91                                     | Rasmus Tiller (NOR) (route) | 107e                       |
| 92                                     | Anders Skaarseth (NOR)      | 40e                        |
| 93                                     | Lasse Norman Leth (DEN)     | 11e                        |
| 94                                     | Anthon Charmig (DEN)        | 10e                        |
| 95                                     | Erlend Blikra (NOR)         | AB-5                       |
| 96                                     | Niklas Larsen (DEN)         | 51e                        |
| 97                                     | Jonas Gregaard Wilsly (DEN) | NP-4                       |
| Directeur sportif : Christian Andersen |                             |                            |

| Bardiani CSF Faizanè BCF              | Bardiani CSF Faizanè BCF | Bardiani CSF Faizanè BCF |
| ------------------------------------- | ------------------------ | ------------------------ |
| Num                                   | Coureur                  | Pos                      |
| 101                                   | Luca Colnaghi (ITA)      | 89e                      |
| 102                                   | Davide Gabburo (ITA)     | 66e                      |
| 103                                   | Sacha Modolo (ITA)       | 81e                      |
| 104                                   | Manuele Tarozzi (ITA)    | 109e                     |
| 105                                   | Alessandro Tonelli (ITA) | 60e                      |
| 106                                   | Enrico Zanoncello (ITA)  | 110e                     |
| 107                                   | Samuele Zoccarato (ITA)  | 58e                      |
| Directeur sportif : Alessandro Donati |                          |                          |

| Bingoal Pauwels Sauces WB BWB                | Bingoal Pauwels Sauces WB BWB | Bingoal Pauwels Sauces WB BWB |
| -------------------------------------------- | ----------------------------- | ----------------------------- |
| Num                                          | Coureur                       | Pos                           |
| 111                                          | Stanisław Aniołkowski (POL)   | 67e                           |
| 112                                          | Cériel Desal (BEL)            | 45e                           |
| 113                                          | Timothy Dupont (BEL)          | DQ-4                          |
| 114                                          | Karl Patrick Lauk (EST)       | AB-5                          |
| 115                                          | Laurenz Rex (BEL)             | 56e                           |
| 116                                          | Ludovic Robeet (BEL)          | AB-5                          |
| 117                                          | Tom Wirtgen (LUX)             | 50e                           |
| Directeur sportif : Jean-Denis Vandenbroucke |                               |                               |

| Sport Vlaanderen-Baloise SVB          | Sport Vlaanderen-Baloise SVB | Sport Vlaanderen-Baloise SVB |
| ------------------------------------- | ---------------------------- | ---------------------------- |
| Num                                   | Coureur                      | Pos                          |
| 121                                   | Jenno Berckmoes (BEL)        | 12e                          |
| 122                                   | Kamiel Bonneu (BEL)          | 78e                          |
| 123                                   | Vito Braet (BEL)             | 25e                          |
| 124                                   | Alex Colman (BEL)            | 37e                          |
| 125                                   | Gilles De Wilde (BEL)        | 82e                          |
| 126                                   | Julian Mertens (BEL)         | AB-4                         |
| 127                                   | Sasha Weemaes (BEL)          | 68e                          |
| Directeur sportif : Walter Planckaert |                              |                              |

| Team Novo Nordisk TNN                  | Team Novo Nordisk TNN | Team Novo Nordisk TNN |
| -------------------------------------- | --------------------- | --------------------- |
| Num                                    | Coureur               | Pos                   |
| 131                                    | Matyáš Kopecký (CZE)  | 98e                   |
| 132                                    | Andrea Peron (ITA)    | 71e                   |
| 133                                    | David Lozano (ESP)    | 72e                   |
| 134                                    | Hamish Beadle (NZL)   | 100e                  |
| 135                                    | Filippo Ridolfo (ITA) | 96e                   |
| 136                                    | Declan Irvine (AUS)   | 91e                   |
| 137                                    | Péter Kusztor (HUN)   | AB-3                  |
| Directeur sportif : Guennadi Mikhailov |                       |                       |

| Team Coop TCO                    | Team Coop TCO          | Team Coop TCO |
| -------------------------------- | ---------------------- | ------------- |
| Num                              | Coureur                | Pos           |
| 141                              | Andreas Stokbro (DEN)  | 27e           |
| 142                              | Louis Bendixen (DEN)   | 77e           |
| 143                              | Håkon Aalrust (NOR)    | AB-3          |
| 144                              | Eirik Lunder (NOR)     | 88e           |
| 145                              | André Drege (NOR)      | 76e           |
| 146                              | Olav Hjemsæter (NOR)   | 55e           |
| 147                              | Karsten Feldmann (NOR) | NP-1          |
| Directeur sportif : Mark McNally |                        |               |

| HRE Mazowsze Serce Polski MSP        | HRE Mazowsze Serce Polski MSP  | HRE Mazowsze Serce Polski MSP |
| ------------------------------------ | ------------------------------ | ----------------------------- |
| Num                                  | Coureur                        | Pos                           |
| 151                                  | Adrian Banaszek (POL)          | AB-5                          |
| 152                                  | Alan Banaszek (POL)            | AB-5                          |
| 153                                  | Norbert Banaszek (POL) (route) | AB-5                          |
| 154                                  | Marceli Bogusławski (POL)      | AB-5                          |
| 155                                  | Tomasz Budziński (POL)         | 31e                           |
| 156                                  | Jakub Kaczmarek (POL)          | 19e                           |
| 157                                  | Tobiasz Pawlak (POL)           | AB-5                          |
| Directeur sportif : Dariusz Banaszek |                                |                               |

| Restaurant Suri-Carl Ras GSH       | Restaurant Suri-Carl Ras GSH | Restaurant Suri-Carl Ras GSH |
| ---------------------------------- | ---------------------------- | ---------------------------- |
| Num                                | Coureur                      | Pos                          |
| 161                                | Rasmus Bøgh Wallin (DEN)     | 80e                          |
| 162                                | Magnus Bak Klaris (DEN)      | 62e                          |
| 163                                | Mathias Larsen (DEN)         | 92e                          |
| 164                                | Sebastian Nielsen (DEN)      | 73e                          |
| 165                                | Oliver Knudsen (DEN)         | 93e                          |
| 166                                | Tobias Kongstad (DEN)        | 70e                          |
| 167                                | Christian Lindquist (DEN)    | 64e                          |
| Directeur sportif : Claus Pedersen |                              |                              |

| BHS-PL Beton Bornholm BPC                    | BHS-PL Beton Bornholm BPC   | BHS-PL Beton Bornholm BPC |
| -------------------------------------------- | --------------------------- | ------------------------- |
| Num                                          | Coureur                     | Pos                       |
| 171                                          | Martin Toft Madsen (DEN)    | 101e                      |
| 172                                          | Nils Lau Nyborg Broge (DEN) | 29e                       |
| 173                                          | Mads Rahbek (DEN)           | 42e                       |
| 174                                          | Frederik Irgens (DEN)       | 75e                       |
| 175                                          | Emil Toudal (DEN)           | 44e                       |
| 176                                          | Rasmus Søjberg (DEN)        | 87e                       |
| 177                                          | Nikolaj Mengel (DEN)        | 61e                       |
| Directeur sportif : Christian Juul Andreasen |                             |                           |

| ColoQuick TCQ                           | ColoQuick TCQ                 | ColoQuick TCQ |
| --------------------------------------- | ----------------------------- | ------------- |
| Num                                     | Coureur                       | Pos           |
| 181                                     | Mads Østergaard (DEN)         | 106e          |
| 182                                     | Jeppe Aaskov Pallesen (DEN)   | 24e           |
| 183                                     | Matias Malmberg (DEN)         | 79e           |
| 184                                     | Frederik Muff (DEN)           | 102e          |
| 185                                     | Mads Andersen (DEN)           | 113e          |
| 186                                     | Joshua Gudnitz (DEN)          | 48e           |
| 187                                     | Frederik Bjørn Sørensen (DEN) | 90e           |
| Directeur sportif : Christian Jørgensen |                               |               |

| Riwal Cycling Team RIW                 | Riwal Cycling Team RIW       | Riwal Cycling Team RIW |
| -------------------------------------- | ---------------------------- | ---------------------- |
| Num                                    | Coureur                      | Pos                    |
| 191                                    | Mathias Bregnhøj (DEN)       | 20e                    |
| 192                                    | Lucas Eriksson (SWE) (route) | 26e                    |
| 193                                    | Jacob Eriksson (SWE)         | 35e                    |
| 194                                    | Martijn Budding (NED)        | AB-5                   |
| 195                                    | Elmar Reinders (NED)         | AB-1                   |
| 196                                    | Alexander Salby (DEN)        | 97e                    |
| 197                                    | Morten Nørtoft (DEN)         | 112e                   |
| Directeur sportif : Sebastian Andersen |                              |                        |

| Danemark DEN                        | Danemark DEN          | Danemark DEN |
| ----------------------------------- | --------------------- | ------------ |
| Num                                 | Coureur               | Pos          |
| 201                                 | Johan Price-Pejtersen | AB-3         |
| 202                                 | Anders Foldager       | 111e         |
| 203                                 | Kasper Andersen       | 53e          |
| 204                                 | Nicklas Amdi Pedersen | 59e          |
| 205                                 | Gustav Frederik Dahl  | 83e          |
| 206                                 | Frederik Wandahl      | 18e          |
| 207                                 | Magnus Henneberg      | 108e         |
| Directeur sportif : Michael Berling |                       |              |

| Quick-Step Alpha Vinyl QST     | Quick-Step Alpha Vinyl QST | Quick-Step Alpha Vinyl QST |
| ------------------------------ | -------------------------- | -------------------------- |
| Num                            | Coureur                    | Pos                        |
| 1                              | Tim Declercq (BEL)         | 30e                        |
| 2                              | Josef Černý (CZE)          | 39e                        |
| 3                              | James Knox (GBR)           | 21e                        |
| 4                              | Michael Mørkøv (DEN)       | 36e                        |
| 5                              | Mauro Schmid (SUI)         | 6e                         |
| 6                              | Zdeněk Štybar (CZE)        | 14e                        |
| 7                              | Ethan Vernon (GBR)         | 95e                        |
| Directeur sportif : Brian Holm |                            |                            |

| Trek-Segafredo TFS               | Trek-Segafredo TFS           | Trek-Segafredo TFS |
| -------------------------------- | ---------------------------- | ------------------ |
| Num                              | Coureur                      | Pos                |
| 11                               | Markus Hoelgaard (NOR)       | AB-5               |
| 12                               | Alexander Kamp (DEN) (route) | 54e                |
| 13                               | Jacopo Mosca (ITA)           | 65e                |
| 14                               | Quinn Simmons (USA)          | AB-5               |
| 15                               | Mattias Skjelmose (DEN)      | 3e                 |
| 16                               | Jasper Stuyven (BEL)         | 9e                 |
| 17                               | Otto Vergaerde (BEL)         | 57e                |
| Directeur sportif : Kim Andersen |                              |                    |

| Jumbo-Visma TJV                   | Jumbo-Visma TJV                | Jumbo-Visma TJV |
| --------------------------------- | ------------------------------ | --------------- |
| Num                               | Coureur                        | Pos             |
| 21                                | Mick van Dijke (NED)           | 7e              |
| 22                                | Gijs Leemreize (NED)           | 84e             |
| 23                                | Pascal Eenkhoorn (NED) (route) | 38e             |
| 24                                | Olav Kooij (NED)               | 43e             |
| 25                                | Christophe Laporte (FRA)       | 1er             |
| 26                                | Lennard Hofstede (NED)         | AB-5            |
| 27                                | Tosh Van der Sande (BEL)       | 33e             |
| Directeur sportif : Frans Maassen |                                |                 |

| EF Education-EasyPost EFE          | EF Education-EasyPost EFE | EF Education-EasyPost EFE |
| ---------------------------------- | ------------------------- | ------------------------- |
| Num                                | Coureur                   | Pos                       |
| 31                                 | Daniel Arroyave (COL)     | AB-3                      |
| 32                                 | Magnus Cort Nielsen (DEN) | 5e                        |
| 33                                 | Jens Keukeleire (BEL)     | 41e                       |
| 34                                 | Sebastian Langeveld (NED) | 99e                       |
| 35                                 | Jonas Rutsch (GER)        | 17e                       |
| 36                                 | Thomas Scully (NZL)       | 103e                      |
| 37                                 | Łukasz Wiśniowski (POL)   | AB-1                      |
| Directeur sportif : Matti Breschel |                           |                           |

| Ineos Grenadiers IGD                | Ineos Grenadiers IGD     | Ineos Grenadiers IGD |
| ----------------------------------- | ------------------------ | -------------------- |
| Num                                 | Coureur                  | Pos                  |
| 41                                  | Egan Bernal (COL)        | AB-5                 |
| 42                                  | Omar Fraile (ESP)        | 69e                  |
| 43                                  | Michał Kwiatkowski (POL) | AB-5                 |
| 44                                  | Jhonatan Narváez (ECU)   | 13e                  |
| 45                                  | Magnus Sheffield (USA)   | 2e                   |
| 46                                  | Ben Swift (GBR)          | AB-5                 |
| 47                                  | Geraint Thomas (GBR)     | 34e                  |
| Directeur sportif : Brett Lancaster |                          |                      |

| Israel-Premier Tech IPT            | Israel-Premier Tech IPT  | Israel-Premier Tech IPT |
| ---------------------------------- | ------------------------ | ----------------------- |
| Num                                | Coureur                  | Pos                     |
| 51                                 | Guillaume Boivin (CAN)   | 63e                     |
| 52                                 | Matthias Brändle (AUT)   | AB-5                    |
| 53                                 | Alex Dowsett (GBR)       | AB-5                    |
| 54                                 | Taj Jones (AUS)          | 104e                    |
| 55                                 | Nadav Raisberg (ISR)     | 74e                     |
| 56                                 | Mads Würtz Schmidt (DEN) | 15e                     |
| 57                                 | Corbin Strong (NZL)      | 28e                     |
| Directeur sportif : Nicki Sørensen |                          |                         |

| Team DSM DSM                    | Team DSM DSM                 | Team DSM DSM |
| ------------------------------- | ---------------------------- | ------------ |
| Num                             | Coureur                      | Pos          |
| 61                              | Søren Kragh Andersen (DEN)   | 4e           |
| 62                              | Asbjørn Kragh Andersen (DEN) | AB-5         |
| 63                              | Frederik Rodenberg (DEN)     | 85e          |
| 64                              | Casper Pedersen (DEN)        | 46e          |
| 65                              | Leon Heinschke (GER)         | AB-5         |
| 66                              | Tobias Lund Andresen (DEN)   | 23e          |
| 67                              | Moritz Kärsten (GER)         | 94e          |
| Directeur sportif : Roy Curvers |                              |              |

| Alpecin-Deceuninck AFC              | Alpecin-Deceuninck AFC | Alpecin-Deceuninck AFC |
| ----------------------------------- | ---------------------- | ---------------------- |
| Num                                 | Coureur                | Pos                    |
| 71                                  | Jasper Philipsen (BEL) | 22e                    |
| 72                                  | Stefano Oldani (ITA)   | 8e                     |
| 73                                  | Silvan Dillier (SUI)   | 32e                    |
| 74                                  | Julien Vermote (BEL)   | 52e                    |
| 75                                  | Timo Kielich (BEL)     | AB-5                   |
| 76                                  | Nicola Conci (ITA)     | AB-5                   |
| 77                                  | Floris De Tier (BEL)   | AB-3                   |
| Directeur sportif : Gianni Meersman |                        |                        |

| Human Powered Health HPM                     | Human Powered Health HPM      | Human Powered Health HPM |
| -------------------------------------------- | ----------------------------- | ------------------------ |
| Num                                          | Coureur                       | Pos                      |
| 81                                           | Pier-André Côté (CAN) (route) | 47e                      |
| 82                                           | Arvid de Kleijn (NED)         | 49e                      |
| 83                                           | Chad Haga (USA)               | 86e                      |
| 84                                           | Colin Joyce (USA)             | NP-4                     |
| 85                                           | Nickolas Zukowsky (CAN)       | 16e                      |
| 86                                           | Adam de Vos (CAN)             | 105e                     |
| 87                                           | Tyler Stites (USA)            | NP-1                     |
| Directeur sportif : Jonathan Patrick McCarty |                               |                          |

| Uno-X Pro Cycling Team UXT             | Uno-X Pro Cycling Team UXT  | Uno-X Pro Cycling Team UXT |
| -------------------------------------- | --------------------------- | -------------------------- |
| Num                                    | Coureur                     | Pos                        |
| 91                                     | Rasmus Tiller (NOR) (route) | 107e                       |
| 92                                     | Anders Skaarseth (NOR)      | 40e                        |
| 93                                     | Lasse Norman Leth (DEN)     | 11e                        |
| 94                                     | Anthon Charmig (DEN)        | 10e                        |
| 95                                     | Erlend Blikra (NOR)         | AB-5                       |
| 96                                     | Niklas Larsen (DEN)         | 51e                        |
| 97                                     | Jonas Gregaard Wilsly (DEN) | NP-4                       |
| Directeur sportif : Christian Andersen |                             |                            |

| Bardiani CSF Faizanè BCF              | Bardiani CSF Faizanè BCF | Bardiani CSF Faizanè BCF |
| ------------------------------------- | ------------------------ | ------------------------ |
| Num                                   | Coureur                  | Pos                      |
| 101                                   | Luca Colnaghi (ITA)      | 89e                      |
| 102                                   | Davide Gabburo (ITA)     | 66e                      |
| 103                                   | Sacha Modolo (ITA)       | 81e                      |
| 104                                   | Manuele Tarozzi (ITA)    | 109e                     |
| 105                                   | Alessandro Tonelli (ITA) | 60e                      |
| 106                                   | Enrico Zanoncello (ITA)  | 110e                     |
| 107                                   | Samuele Zoccarato (ITA)  | 58e                      |
| Directeur sportif : Alessandro Donati |                          |                          |

| Bingoal Pauwels Sauces WB BWB                | Bingoal Pauwels Sauces WB BWB | Bingoal Pauwels Sauces WB BWB |
| -------------------------------------------- | ----------------------------- | ----------------------------- |
| Num                                          | Coureur                       | Pos                           |
| 111                                          | Stanisław Aniołkowski (POL)   | 67e                           |
| 112                                          | Cériel Desal (BEL)            | 45e                           |
| 113                                          | Timothy Dupont (BEL)          | DQ-4                          |
| 114                                          | Karl Patrick Lauk (EST)       | AB-5                          |
| 115                                          | Laurenz Rex (BEL)             | 56e                           |
| 116                                          | Ludovic Robeet (BEL)          | AB-5                          |
| 117                                          | Tom Wirtgen (LUX)             | 50e                           |
| Directeur sportif : Jean-Denis Vandenbroucke |                               |                               |

| Sport Vlaanderen-Baloise SVB          | Sport Vlaanderen-Baloise SVB | Sport Vlaanderen-Baloise SVB |
| ------------------------------------- | ---------------------------- | ---------------------------- |
| Num                                   | Coureur                      | Pos                          |
| 121                                   | Jenno Berckmoes (BEL)        | 12e                          |
| 122                                   | Kamiel Bonneu (BEL)          | 78e                          |
| 123                                   | Vito Braet (BEL)             | 25e                          |
| 124                                   | Alex Colman (BEL)            | 37e                          |
| 125                                   | Gilles De Wilde (BEL)        | 82e                          |
| 126                                   | Julian Mertens (BEL)         | AB-4                         |
| 127                                   | Sasha Weemaes (BEL)          | 68e                          |
| Directeur sportif : Walter Planckaert |                              |                              |

| Team Novo Nordisk TNN                  | Team Novo Nordisk TNN | Team Novo Nordisk TNN |
| -------------------------------------- | --------------------- | --------------------- |
| Num                                    | Coureur               | Pos                   |
| 131                                    | Matyáš Kopecký (CZE)  | 98e                   |
| 132                                    | Andrea Peron (ITA)    | 71e                   |
| 133                                    | David Lozano (ESP)    | 72e                   |
| 134                                    | Hamish Beadle (NZL)   | 100e                  |
| 135                                    | Filippo Ridolfo (ITA) | 96e                   |
| 136                                    | Declan Irvine (AUS)   | 91e                   |
| 137                                    | Péter Kusztor (HUN)   | AB-3                  |
| Directeur sportif : Guennadi Mikhailov |                       |                       |

| Team Coop TCO                    | Team Coop TCO          | Team Coop TCO |
| -------------------------------- | ---------------------- | ------------- |
| Num                              | Coureur                | Pos           |
| 141                              | Andreas Stokbro (DEN)  | 27e           |
| 142                              | Louis Bendixen (DEN)   | 77e           |
| 143                              | Håkon Aalrust (NOR)    | AB-3          |
| 144                              | Eirik Lunder (NOR)     | 88e           |
| 145                              | André Drege (NOR)      | 76e           |
| 146                              | Olav Hjemsæter (NOR)   | 55e           |
| 147                              | Karsten Feldmann (NOR) | NP-1          |
| Directeur sportif : Mark McNally |                        |               |

| HRE Mazowsze Serce Polski MSP        | HRE Mazowsze Serce Polski MSP  | HRE Mazowsze Serce Polski MSP |
| ------------------------------------ | ------------------------------ | ----------------------------- |
| Num                                  | Coureur                        | Pos                           |
| 151                                  | Adrian Banaszek (POL)          | AB-5                          |
| 152                                  | Alan Banaszek (POL)            | AB-5                          |
| 153                                  | Norbert Banaszek (POL) (route) | AB-5                          |
| 154                                  | Marceli Bogusławski (POL)      | AB-5                          |
| 155                                  | Tomasz Budziński (POL)         | 31e                           |
| 156                                  | Jakub Kaczmarek (POL)          | 19e                           |
| 157                                  | Tobiasz Pawlak (POL)           | AB-5                          |
| Directeur sportif : Dariusz Banaszek |                                |                               |

| Restaurant Suri-Carl Ras GSH       | Restaurant Suri-Carl Ras GSH | Restaurant Suri-Carl Ras GSH |
| ---------------------------------- | ---------------------------- | ---------------------------- |
| Num                                | Coureur                      | Pos                          |
| 161                                | Rasmus Bøgh Wallin (DEN)     | 80e                          |
| 162                                | Magnus Bak Klaris (DEN)      | 62e                          |
| 163                                | Mathias Larsen (DEN)         | 92e                          |
| 164                                | Sebastian Nielsen (DEN)      | 73e                          |
| 165                                | Oliver Knudsen (DEN)         | 93e                          |
| 166                                | Tobias Kongstad (DEN)        | 70e                          |
| 167                                | Christian Lindquist (DEN)    | 64e                          |
| Directeur sportif : Claus Pedersen |                              |                              |

| BHS-PL Beton Bornholm BPC                    | BHS-PL Beton Bornholm BPC   | BHS-PL Beton Bornholm BPC |
| -------------------------------------------- | --------------------------- | ------------------------- |
| Num                                          | Coureur                     | Pos                       |
| 171                                          | Martin Toft Madsen (DEN)    | 101e                      |
| 172                                          | Nils Lau Nyborg Broge (DEN) | 29e                       |
| 173                                          | Mads Rahbek (DEN)           | 42e                       |
| 174                                          | Frederik Irgens (DEN)       | 75e                       |
| 175                                          | Emil Toudal (DEN)           | 44e                       |
| 176                                          | Rasmus Søjberg (DEN)        | 87e                       |
| 177                                          | Nikolaj Mengel (DEN)        | 61e                       |
| Directeur sportif : Christian Juul Andreasen |                             |                           |

| ColoQuick TCQ                           | ColoQuick TCQ                 | ColoQuick TCQ |
| --------------------------------------- | ----------------------------- | ------------- |
| Num                                     | Coureur                       | Pos           |
| 181                                     | Mads Østergaard (DEN)         | 106e          |
| 182                                     | Jeppe Aaskov Pallesen (DEN)   | 24e           |
| 183                                     | Matias Malmberg (DEN)         | 79e           |
| 184                                     | Frederik Muff (DEN)           | 102e          |
| 185                                     | Mads Andersen (DEN)           | 113e          |
| 186                                     | Joshua Gudnitz (DEN)          | 48e           |
| 187                                     | Frederik Bjørn Sørensen (DEN) | 90e           |
| Directeur sportif : Christian Jørgensen |                               |               |

| Riwal Cycling Team RIW                 | Riwal Cycling Team RIW       | Riwal Cycling Team RIW |
| -------------------------------------- | ---------------------------- | ---------------------- |
| Num                                    | Coureur                      | Pos                    |
| 191                                    | Mathias Bregnhøj (DEN)       | 20e                    |
| 192                                    | Lucas Eriksson (SWE) (route) | 26e                    |
| 193                                    | Jacob Eriksson (SWE)         | 35e                    |
| 194                                    | Martijn Budding (NED)        | AB-5                   |
| 195                                    | Elmar Reinders (NED)         | AB-1                   |
| 196                                    | Alexander Salby (DEN)        | 97e                    |
| 197                                    | Morten Nørtoft (DEN)         | 112e                   |
| Directeur sportif : Sebastian Andersen |                              |                        |

| Danemark DEN                        | Danemark DEN          | Danemark DEN |
| ----------------------------------- | --------------------- | ------------ |
| Num                                 | Coureur               | Pos          |
| 201                                 | Johan Price-Pejtersen | AB-3         |
| 202                                 | Anders Foldager       | 111e         |
| 203                                 | Kasper Andersen       | 53e          |
| 204                                 | Nicklas Amdi Pedersen | 59e          |
| 205                                 | Gustav Frederik Dahl  | 83e          |
| 206                                 | Frederik Wandahl      | 18e          |
| 207                                 | Magnus Henneberg      | 108e         |
| Directeur sportif : Michael Berling |                       |              |